# Замок Кодор
Замок Кодор (также встречается Кавдор; англ. Cawdor Castle) расположен среди садов в округе Кодор в Нэрншире, Шотландия. Замок построен вокруг жилой башни XV века, со значительными дополнениями в последующие века. Первоначально это была собственность семьи Колдер, затем она в XVI веке перешла в руки клана Кэмпбелл. Замок и сейчас остается в собственности Кэмпбелла, и в настоящее время является домом вдовствующей графини Кодор, мачехи Колина Кэмпбелла, 7-го графа Кодор.
Замок известен своей литературной связью с трагедией Уильяма Шекспира «Макбет». Однако это просто красивая легенда, поскольку замок был построен много после смерти короля Макбета в XI веке.
Замок является памятником архитектуры категории А, а территория включена в Перечень садов и ландшафтов в Шотландии, национальный список значимых садов.

## История

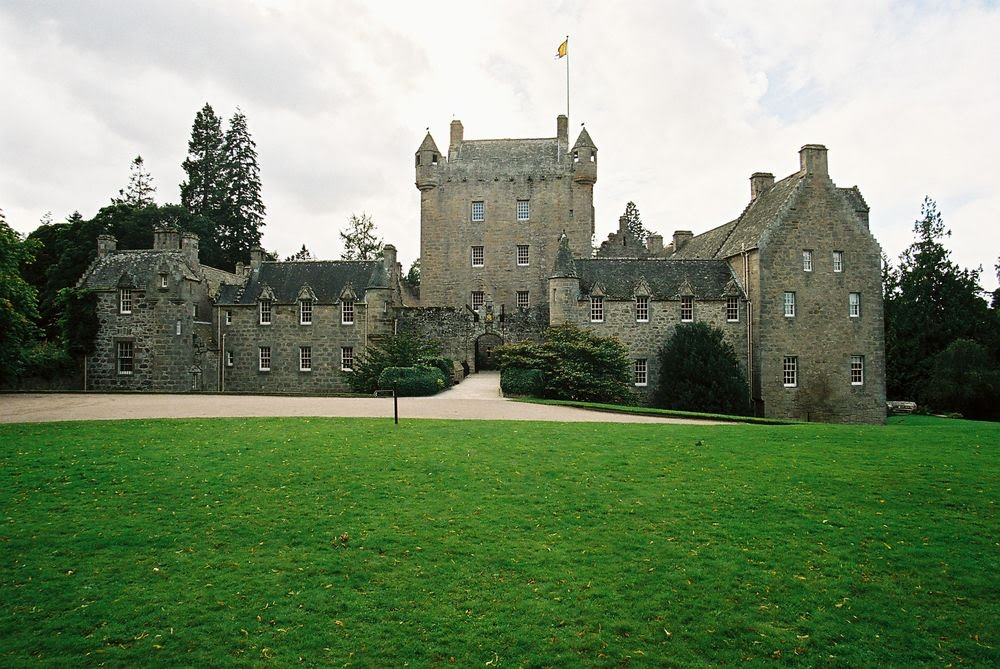
Замок Кодор

Самая ранняя документированная дата для замка — 1454 год: дата, когда лицензия на укрепление была предоставлена Уильяму Колдеру, 6-му тану Кодора. Тем не менее, некоторые стены XV века башенного дома или крепости могут предшествовать этой дате. Историки архитектуры датируют стиль каменной кладки в самой старой части замка примерно 1380 годом.
Любопытной особенностью замка является то, что он был построен вокруг небольшого живого падуба. Традиция гласит, что осел, нагруженный золотом, лёг под это дерево, которое затем было выбрано в качестве места замка. Остатки дерева всё ещё можно увидеть на самом нижнем уровне башни. Современные научные исследования показали, что дерево умерло примерно в 1372 году, что свидетельствует о более ранней дате первоначального строительства замка. Железные ворота были привезены из близлежащего замка Лохиндорба.
Замок много раз расширялся в последующие века. В 1510 году наследница Колдеров, Мюриэль, вышла замуж за сэра Джона Кэмпбелла из Маккэрна, который приступил к расширению замка. Дальнейшие улучшения были сделаны Джоном Кэмпбеллом, третьим из Кодора.
В 1635 году был добавлен сад, а в 1720 году создан огороженный стенами цветник

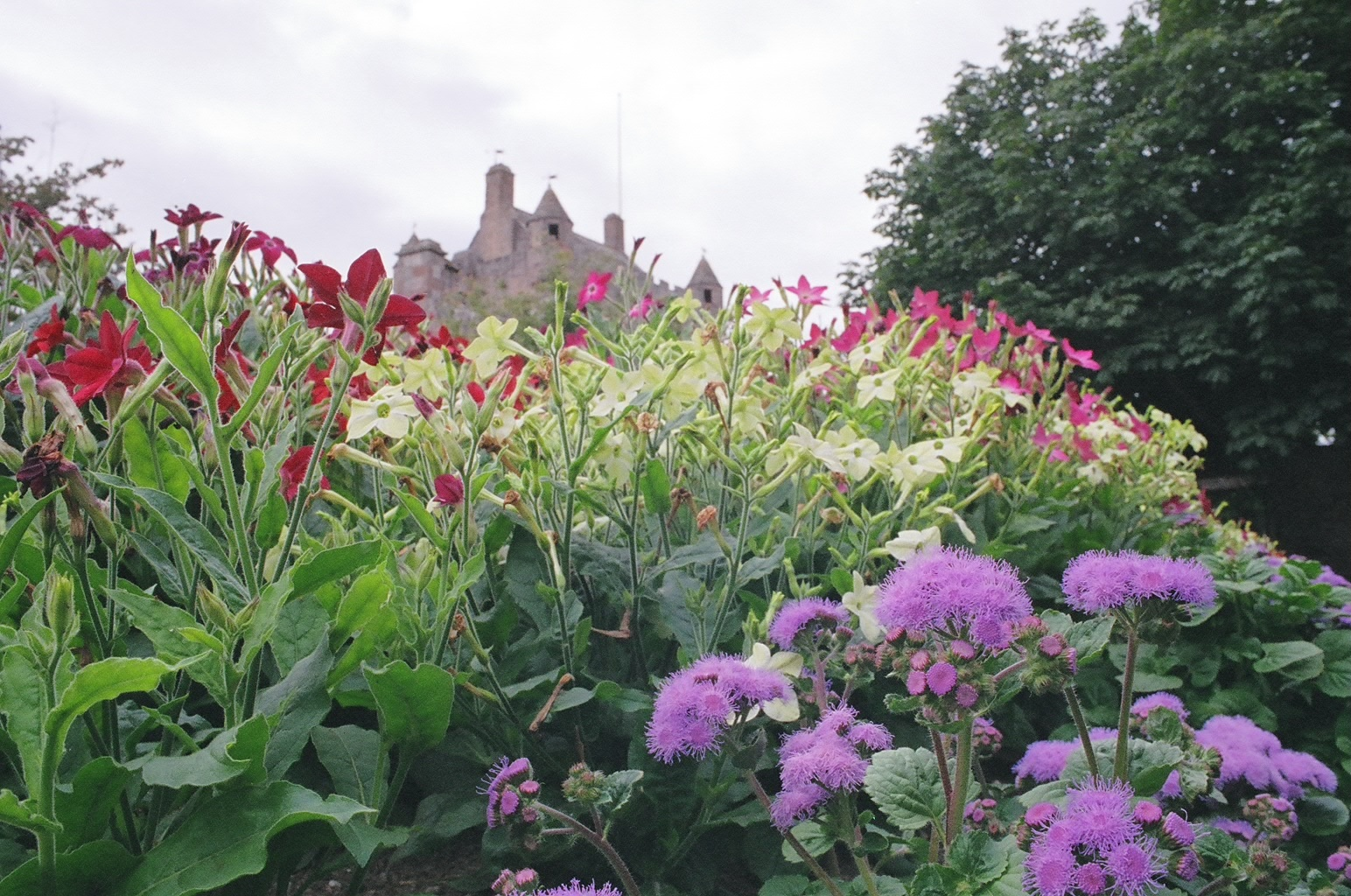
Замок Кодор, цветник

Джон Кэмпбелл из Кодора, член парламента, женился на дочери графа Карлайла в 1789 году и был признан как лорд Кодор в 1796 году. В 1827 году его сын был объявлен графом Кодор.
В XIX веке замок Кодор использовался графами как летняя резиденция.
В эти годы архитекторам Томасу Маккензи и Александру Россу было поручено добавить южные и восточные стены для ограждения внутреннего двора, к которому ведет подъемный мост.
В XX веке Джон Кэмпбелл, 5-й граф Кодор, навсегда переехал в Кодор, и ему наследовал 6-й граф, чья вторая жена, вдовствующая графиня Анжелика, живёт там до сих пор.